# Nicole de Boer

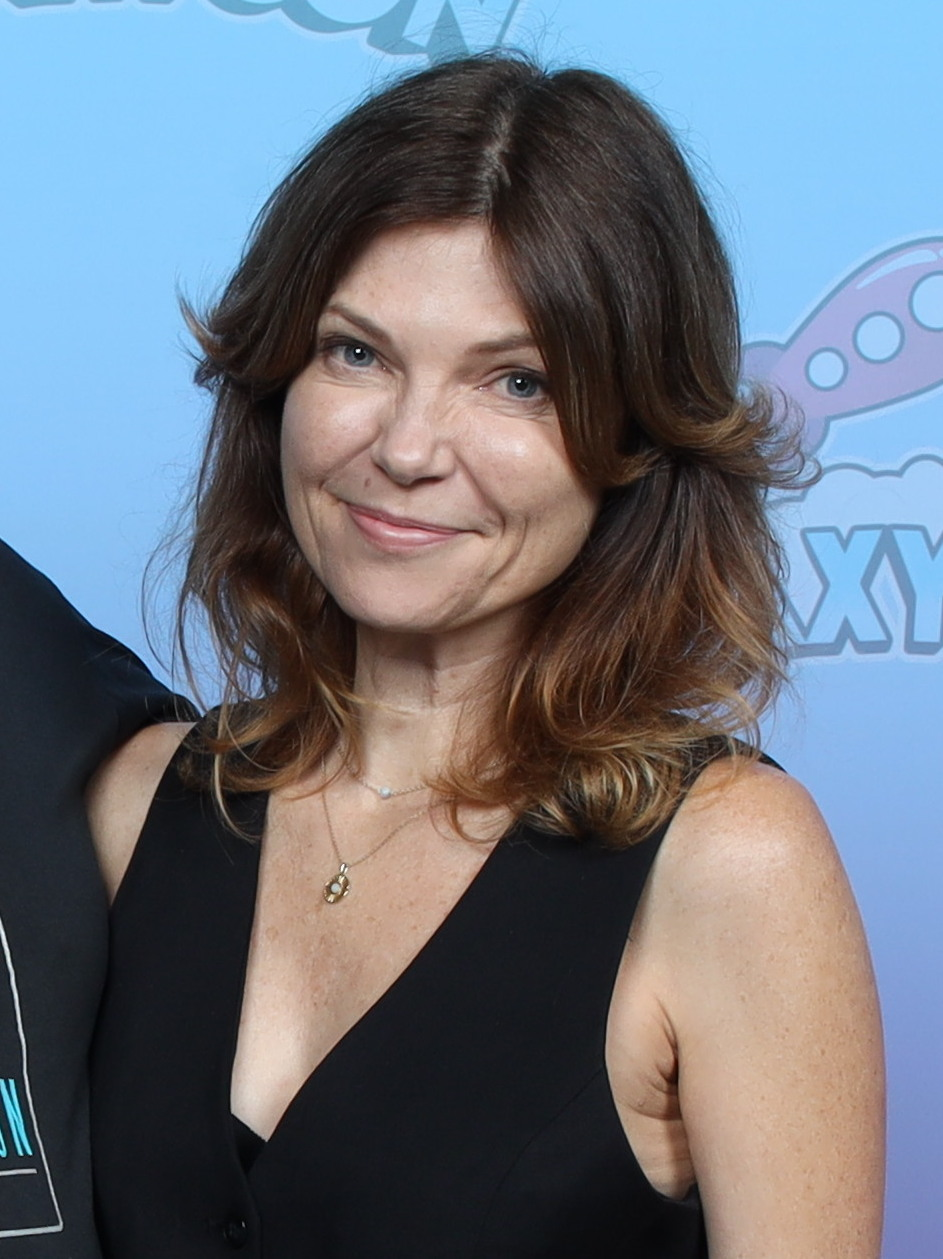
Nicole de Boer (2024)

Nicole de Boer (* 20. Dezember 1970 in Toronto, Ontario, auch bekannt als Nikki de Boer) ist eine kanadische Schauspielerin.

## Karriere
Nicole de Boer begann ihre spätere Schauspielkarriere bereits in ihrer Kindheit mit Theaterauftritten und Werbespots. Mit elf Jahren hatte sie ihren ersten Auftritt in einem Fernsehfilm. Ab Mitte der 1980er-Jahre folgten Auftritte in verschiedenen – zumeist kanadischen – Independentfilmen und Serien, darunter auch einige Episoden der erfolgreichen kanadischen Sketch-Reihe Kids in the Hall und dem Kino-Ableger Brain Candy.
1997 war sie in einer Hauptrolle in der kanadischen Science-Fiction-Serie Deepwater Black zu sehen sowie im von der Kritik positiv aufgenommenen Low-Budget-Thriller Cube, der auf dem Toronto Film Festival im gleichen Jahr den Preis als bestes kanadisches Erstlingswerk gewann.
Von 1998 bis 1999 spielte de Boer in der siebten und letzten Staffel der Science-Fiction-Serie Star Trek: Deep Space Nine die Rolle der Ezri Dax. Von 2002 bis 2007 stand sie für die auf Stephen Kings Erfolgsroman Dead Zone – Das Attentat basierende US-amerikanische Fernsehserie Dead Zone in der weiblichen Hauptrolle der Sarah Bannerman vor der Kamera. Ferner hatte sie 2008 einen Gastauftritt in der fünften Staffel der Science-Fiction-Serie Stargate Atlantis (Folge: Geflüster) als Dr. Alison Porter.
2010 war de Boer unter anderem im Horrorfilm Suck – Bis(s) zum Erfolg sowie in einer Gastrolle in der Fantasyserie Haven zu sehen, diese Rolle nahm sie in zwei weiteren Folgen 2013 und 2015 erneut auf.

## Privatleben
Am 18. Dezember 1999 heiratete sie John Kastner, den Filmmusik-Komponisten und Leadsänger der Gruppe All Systems Go; mit ihm hat sie eine 2007 geborene Tochter. Das Paar trennte sich vor 2012, die Ehe wurde geschieden.

## Filmografie (Auswahl)
- 1988: 9B (Fernsehserie, fünf Folgen)
- 1989–1991: The Kids in the Hall (Fernsehserie, drei Folgen)
- 1990: Billy’s Tod (The Kissing Place, Fernsehfilm)
- 1991–1993: Beyond Reality (Fernsehserie, sieben Folgen)
- 1992: Nick Knight – Der Vampircop (Forever Knight, Fernsehserie, Folge 1x01–1x02)
- 1994: The Counterfeit Contessa
- 1995: Senior Trip
- 1995, 1998: Outer Limits – Die unbekannte Dimension (The Outer Limits, Fernsehserie, zwei Folgen)
- 1996: Poltergeist – Die unheimliche Macht (Poltergeist: The Legacy, Fernsehserie, Folge 1x11)
- 1996: Brain Candy (Kids in the Hall: Brain Candy)
- 1996: PSI Factor – Es geschieht jeden Tag (PSI Factor – Chronicles of the Paranormal, Fernsehserie, Folge 1x02)
- 1997: Deepwater Black (Fernsehserie, 13 Folgen)
- 1997: Cube
- 1998: Präsidententöchter küßt man nicht (My Date with the President’s Daughter)
- 1998–1999: Star Trek: Deep Space Nine (Fernsehserie, 25 Folgen)
- 1999: Family of Cops (Family of Cops III: Under Suspicion, Fernsehfilm)
- 2000: Rated X (Fernsehfilm)
- 2002–2007: Dead Zone (Fernsehserie, 72 Folgen)
- 2003: Public Domain
- 2004: Phil the Alien
- 2006: Ties That Bind (Fernsehfilm)
- 2008: Stargate Atlantis (Fernsehserie, Folge 5x07)
- 2008: Der Todes-Twister (NYC: Tornado Terror, Fernsehfilm)
- 2008: Christmas Town – Die Weihnachtsstadt
- 2009: Suck – Bis(s) zum Erfolg (Suck)
- 2010, 2013, 2015: Haven (Fernsehserie, drei Folgen)
- 2011: Space Transformers – Angriff aus dem All (Iron Invader, Fernsehfilm)
- 2011: Metal Tornado (Fernsehfilm)
- 2012: Perception (Fernsehserie, Folge 1x09)
- 2013: Cracked (Fernsehserie, Folge 2x01)
- 2014: Reign (Fernsehserie, Folge 2x03)
- 2016: Corrupt
- 2016: Cradle of Lies (Fernsehfilm)
- 2016–2021: Private Eyes (Fernsehserie, 16 Folgen)
- 2021: Range Roads
- 2024: Matlock (Fernsehserie, Folge 1x01)